# Transamérica São Paulo
Transamérica São Paulo é uma emissora de rádio brasileira sediada em São Paulo, capital do estado homônimo. Opera no dial FM na frequência 100.1 MHz e é uma emissora própria e cabeça de rede da Rede Transamérica. Seus estúdios e equipamentos estão localizados no Alto de Pinheiros e a transmissão é realizada pela Torre Transamérica, uma das maiores da capital. Com uma potência efetiva de 400 kW, é portanto a rádio FM mais potente das Américas, superando a WBCT de Grand Rapids, Michigan, EUA com 320 kW. 

## História

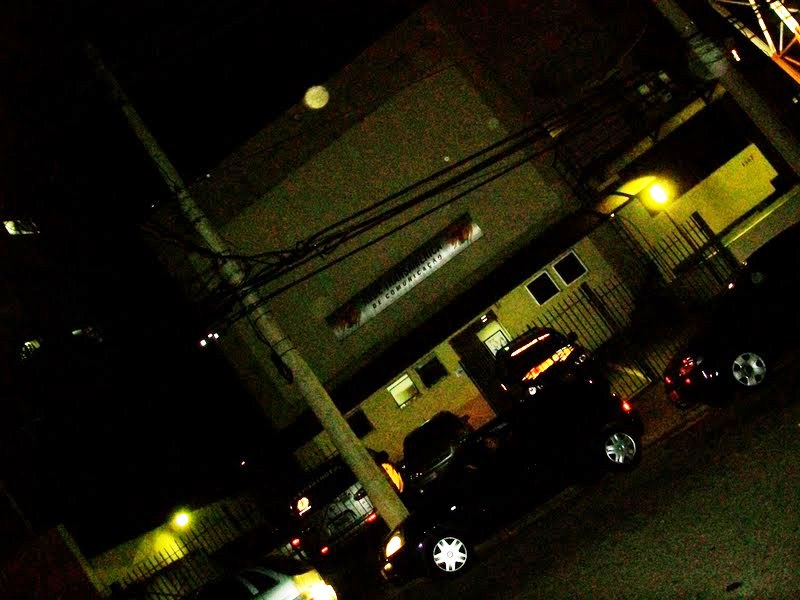
Sede da Rádio Transamérica no Alto de Pinheiros em São Paulo e na direita a antena via satélite no canto superior direito.

Cabeça de rede da programação da Rede Transamérica, a Transamérica FM de São Paulo foi a terceira a estrear e integrar a rede após as inaugurações em Recife e Brasília, ambas em agosto de 1976. A programação gravada na capital paulista era enviada para as filiais por meio de fitas de rolo e era essencialmente musical, segmentada ao formato adulto-contemporâneo (MPB, jazz, blues e música instrumental) voltado as classes A e B, trazendo também pequenos boletins informativos sobre cultura e economia.
Com o declínio de audiência da rede a partir da década de 1980, a Transamérica FM investe na dance music em sua programação. A década também ficou marcada por um investimento no público jovem. Em novembro de 1983, a Transamérica inaugurou um moderno estúdio de gravação, considerado pela emissora um dos cinco melhores do mundo. O espaço era alugado para artistas que gostariam de gravar seus LPs — a meta era atrair artistas de fora. No fim da década, a Transamérica FM viu sua audiência crescer em praticamente 1 ano. Em setembro de 1985, quando implantou a programação ao vivo, aparecia em 15.º lugar na pesquisa do Ibope, conseguindo no ano seguinte a segunda colocação, disputando audiência com a Rádio Cidade e a Jovem Pan 2 (líder na ocasião).
A partir de 1990, a Transamérica FM passa a liderar a audiência em São Paulo e faz sucesso com seus programas de humor, principalmente por suas paródias musicais. Nesta década, a rede passa a ser transmitida via satélite. A emissora também conquistou a liderança entre as rádios que faziam transmissão da Copa do Mundo de 1990. A fase de liderança da Transamérica acabou em 1993, com a ascensão da Transcontinental FM investindo em pagode e das estações voltadas às classes C, D e E. A partir de então, declinou em colocações de audiência até o final da década. Em 1995, a programação musical deixa de dar destaque para a dance music e passa a dar destaque ao rock nacional. Em 1997, a grade musical passa a adotar o formato atual com uma combinação de vários estilos musicais, como o rock, o reggae, o dance e a música pop.
No ano 2000, a Rede Transamérica se divide em três vertentes, sendo que a emissora de São Paulo passa a adotar a vertente Pop e começa a investir mais em programação esportiva com a estreia do Transamérica Esporte Clube. Também neste ano, a emissora corta relações com o Ibope por não concordar com os métodos de medição. Em 2001, estreia a Transamérica Esportes, equipe esportiva responsável por transmissões e programas do gênero. Mesmo com os investimentos e o bom retorno da grade esportiva, a Transamérica Pop amargou a 17.ª colocação em audiência em 2003. Em resposta, a emissora iniciou uma campanha contra o instituto em spots lançados durante a programação.
Em 2018, a Transamérica Pop de São Paulo foi incluída na plataforma de streaming PlayPlus. Em julho de 2019, após 22 anos de emissora e 14 de 2 em 1, Gislaine Martins e Ricardo Sam deixam a Transamérica por conta de um novo alinhamento no formato da rede que foi implantado na emissora no período.
Em 2019, com a mudança de formato da Rede Transamérica e a unificação de suas portadoras (Pop, Light e Hits) a Transamérica passou a adotar o formato jovem/adulto, com foco no Pop e no Rock nacional e internacional com o objetivo de atrair um público entre 25 e 49 anos. Com isso, a até então Transamérica Pop São Paulo passa a se chamar Transamérica São Paulo.